# قادر على الشرف (رواية)
قادر على الشرف Capable of Honor هي رواية سياسية للكاتب ألن دروري نشرت عام 1966 من دار نشر دابلداي. وهي ثالث رواية ضمن سلسلة روايات «المشورة والموافقة» والتي فازت الكاتب بفضل أولى رواياتها على جائزة بوليتزر للأدب في عام 1960.

## القصة
وتدور حول دور الصحفيين خلال الحملة الرئاسية الأمريكية.